# L'Expansion
L'Expansion fue una revista francesa de negocios mensual, con sede en París, que circuló entre 1967 y 2017. 

## Historia y perfil
L'Expansion fue fundada por Jean-Louis Servan-Schreiber y Jean Boissonnat en 1967. En 1994, se relanzó la revista y se publicó quincenalmente a lo largo de la década de 1990.
Fue propiedad del grupo de medios Altice, que también posee las revistas L'Express, Lire, entre otras. La sede de L'Expansion se estableció en París. Se publicó mensualmente, y ofreció información sobre actualidad económica y financiera.
En 2015, la compra por parte de Mag & NewsCo causó preocupación entre los sindicatos de la revista, que temieron por la continuación de la política de reducción de costos y una reducción de la independencia editorial. Ese mismo año, las ventas cayeron drásticamente (-39,5%), colapso que continuó en el primer semestre de 2016 con una caída de casi un 41%, la mayor para una revista en Francia. En junio de 2016, la tirada de la revista cayó a 45.640 ejemplares, tres veces menos que seis años antes. La situación llevó a que a finales de 2016, el cierre de la revista ya estuviera programado, para finalmente hacerse efectivo en febrero de 2017. Los periodistas se incorporaron a la sección de economía de L'Express.

## Circulación
L'Expansion vendió 163.355 ejemplares durante el período 2003-2004. La circulación de 2006 alcanzó los 160.514 ejemplares.  Durante el período 2007-2008 la revista tuvo una tirada de 161.000 ejemplares, y en 2010, de 150.076 ejemplares.